# 詹春光
詹春光（1714年—？），字华东，号木堂，广东饶平县元歌都陈坑人。清朝政治人物。

## 生平
乾隆四年（1739年）己未科三甲进士，因二兄为官，养亲终老。亲殁，始授山西徐沟县知县。

## 家族
父詹雲翼，舉人。兄詹廣譽、詹豹略均為進士。

## 外部連結
- 八角九进士之一：东平老爷詹广誉